# Llei de Grimm
La llei de Grimm o llei de Rask-Grimm és un conjunt de proposicions que descriuen la mutació de les consonants oclusives del protoindoeuropeu (PIE) en el seu pas cap al protogermànic (PGmc), al primer mil·lenni aC.
La llei estableix un conjunt de correspondències entre consonants oclusives i fricatives de les llengües germàniques i les oclusives d'altres llengües indoeuropees. El filòleg i folklorista alemany Jacob Grimm (1785-1863) es va basar principalment en el llatí i el grec per a comparar.
Tal com es formula actualment, la llei de Grimm es pot considerar formada per tres canvis fonètics consecutius:
1. Les oclusives sordes  (p, t, k) del protoindoeuropeu es transformen en fricatives sordes (f, d, g).
2. Les oclusives sonores (b,d, g) es transformen en oclusives sordes (p, t, k).
3. Les oclusives sonores aspirades (bh, dh, gh) es transformen en oclusives sonores (b, ð, g).[1][3]

Va ser descrita el 1814 (encara que algunes fonts mencionen el 1818) pel lingüista danès Rasmus Rask, per bé que el fenom ja havia set descrit el 1804 pel filòleg alemany Johann Arnold Kanne (1773-1824) al seu llibre Ueber die Verwandtschaft der griechischen und teutschen Sprache (‘Sobre el parentiu de les llengües grega i alemanya’). Després Grimm la va reformular i analitzar  el 1822 Jacob Grimm, el nom del qual acabà designant la llei. Grimm va nomenar aquest fenomen en alemany Lautverschiebung (‘moviment de consonants’).
Més tard, la llei va ser completada amb la llei de Verner, que permet explicar de manera més completa la primera mutació consonàntica de les llengües germàniques, i amb la descripció de la segona mutació consonàntica. Inicialment, hom pensava que el procés descrit per Grimm només afectava les llengües germàniques, però es va descobrir que l'armeni havia seguit un desenvolupament semblant.
La llei de Grimm és el primer intent de racionalització dels fenòmens d'evolució fonètica i permeté establir equivalències entre els fonemes de diverses llengües indoeuropees. De fet, fou la primera llei lingüística a establir-se fermament, malgrat que calgué la llei de Verner per donar-li un caràcter totalment sistemàtic.